# Televisietoren Mierlo
De Televisietoren Mierlo is een toren met zendmast in het Noord-Brabantse Mierlo voor radio- en televisie-uitzendingen, dataopslag en (mobiele) telecommunicatie. De voormalige PTT/KPN-toren is tussen 1955 en 1957 gebouwd aan de rand van de Molenheide en bepaalt sindsdien het uitzicht van Mierlo. Op 1 juli 1955 werd gestart met de bouw van de 86 meter hoge (NAP: +22m) betonconstructie, waarvan ruim 82 meter boven het maaiveld staat. Met de ruim 40 meter lange zendmast werd de constructie ca. 123 meter hoog. De toren wordt sinds augustus 1956 gebruikt voor straalverbindingen. De tijdelijke televisiezender is op 17 juni 1957 in gebruik genomen.
In Goes, Roosendaal en Loon op Zand zijn tussen 1955 en 1957 dezelfde type torens gebouwd.
De toren is tegenwoordig eigendom van Cellnex. De toren is gebouwd om tv-uitzendingen vanuit Hilversum door te stralen naar de televisietoren in Roermond. Vanwege de kromming van de aarde was deze zogenaamde relaypost nodig. Vanaf de jaren zestig werden ook telefoongesprekken via paraboolantennes boven in de toren naar andere ontvangstpunten van de toenmalige PTT doorgestuurd. Met de komst van glasvezel is deze functie verloren gegaan. De toren wordt ook gebruikt voor het uitzenden van FM-radio. Volgens gegevens van de Nozema en het Agentschap Telecom is sinds 1971 de semafoon-antenne op 117 meter het hoogste punt.

## FM-radio
Anno 2022 worden de volgende zenders doorgegeven: (het getal eraan voorafgaand is de FM-frequentie):
- 87.6 - Omroep Brabant
- 88.6 - BNR Nieuwsradio
- 92.3 - NPO Radio 2
- 94.9 - 100% NL
- 97.1 - NPO 3FM
- 97.7 - Radio 10
- 99.4 - Radio Veronica
- 101.6 - Sky Radio
- 104.6 - NPO Radio 1

## Zie ook

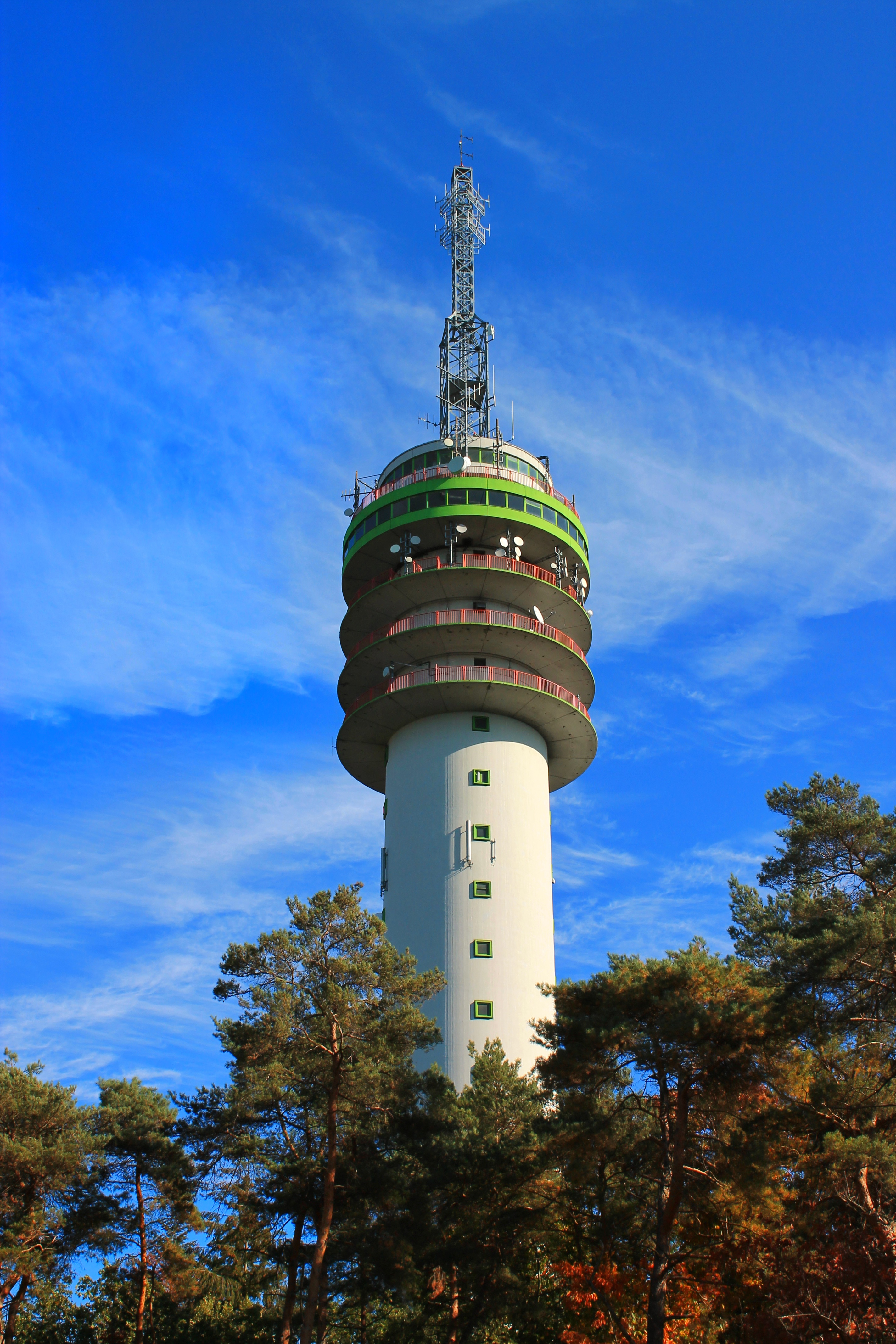
Vanaf het Mierlose bos